# Les Deux avares
Les Deux avares (título original en francés; en español, Los dos avaros), es una opéra bouffon en dos actos con música de André Grétry, que la compuso a los 27 años de edad y libreto en francés de Fenouillot de Falbaire y versión en alemán de Herbert Trantow. Se estrenó en Fontainebleau el 27 de octubre de 1770.
Es una ópera poco representada en la actualidad; en las estadísticas de Operabase aparece con sólo una representación en el período 2005-2010.

## Argumento
Lugar: Una plaza pública en Esmirna
Tiempo: siglo XVIII
Martin, un especulador y Gripon, un arriesgado banquero, son dos villanos avariciosos que colaboran para encontrar un tesoro en la pirámide en Esmirna. Cuando Martin le dice a Gripon que no hay tesoros en la pirámide, no lo cree y en lugar de eso piensa que Martin intenta engañarlo. Deja a Martin encerrado en la pirámide.  Jérôme y Henriette se enamoran pero la única manera de lograr su amor es escapar tanto de Martin como Gripon. Sin embargo, se ven entorpecido por diversas desgracias. Gripon más tarde encuentra que ha sido engañado y es él, entre todo el mundo, quien concluye que ya no hay honradez en el mundo.